# Gioseffo Catrufo
Gioseffo Catrufo (* 19. April 1771 in Neapel; † 19. August 1851 in London) war ein italienischer Sänger, Komponist und Musikpädagoge.

## Leben
Gioseffo Catrufos Vater war ein spanischer Offizier. Er selbst wurde 1783 im Alter von 12 Jahren am Conservatorio della Pietà dei Turchini in Neapel aufgenommen. Er studierte bei Giacomo Tritto, bei Tarentino Generalbass, bei Nicola Sala Kontrapunkt und bei La Barbera Gesang. 1791 ging er nach Malta. In Valletta entstanden seine ersten beiden Buffoopern Il Corriere und Cajacciello disertore, die 1792 dort aufgeführt wurden. Während des Italienfeldzugs Napoleons musste er seine musikalische Karriere aussetzen und trat in die französische Armee ein und kämpfte er in der Toscana und Ligurien, unter anderem bei Diano Marina. Auch in dieser Zeit komponierte er und im Dezember 1798 wurde seine Opera buffa Il Ciabattino ingentilito in Arezzo aufgeführt. 1799 schrieb er aber schon wieder eine Oper und ein „Dixit“ für Chor und Orchester.
1804 verließ er die Armee und wandte sich voll und ganz der Musik zu. Da er auf der Seite Frankreichs gekämpft hatte, ging er nicht nach Neapel und Italien zurück, sondern ließ sich 1805 in Genf nieder. Er schrieb geistliche Musik und einige Opern. Im Frühjahr 1806 wurde seine Opéra-Comique Clarisse im Grand-Théâtre di Ginevra uraufgeführt und wohlwollend aufgenommen. Er begann Gesang zu unterrichten und war der erste, der die Prinzipien Joseph Lancasters in den Musikunterricht einführte. Aus dieser Zeit stammt eine erste Sammlung von Solfeggien, die die Grundlage seiner Lehrmethode bildeten und die er 1820 als Solfèges progressifs veröffentlichte. Diese Solfeggien wurde lange Zeit in Musikschulen eingesetzt. 1810 zog er nach Paris und 1835 nach London. In beiden Städten unterrichtete und komponierte er. Zu seinen Schülern gehörte Margarethe Stockhausen.

## Werke (Auswahl)

### Bühnenwerke
- Il Corriere, Opera buffa, uraufgeführt im Teatru Manoel in Valetta, 1792
- Cajacciello disertore, Opera buffa, uraufgeführt im Teatru Manoel in Valetta, 1792
- Il Ciabattino ingentilito, Opera buffa, Text: L. Tottola, Uraufführung am 26. Dezember 1798 im Teatro Petrarca in Arezzo
  - erneut aufgeführt als: l Furbo contro il furbo im Oktober 1799 im Teatro Omodei in Pavia und in Arezzo
- La Fée Urgèle, Opéra-Comique, Paris, 1805
- Clarisse, Opéra-Comique, Genf, 1806
- L'Amant alchimiste, Genf, 1808
- Les Aveugles de Franconville, Genf, 1809
- L’Aventurier, Oper in drei Akten, Text: Constant Leber, Uraufführung am 13. November 1813 in Paris
- Félicie ou La jeune fille romanesque, Text:  Emmanuel Dupaty, Paris, Uraufführung am 28. Februar 1815, weitere Aufführungen 1816 in Warschau, 1817 in Petersburg, 1819 in Bern und 1821 in Stockholm. Das Werk war in Paris bis 1825 auf dem Spielplan.[1]
- Une matinée de Frontin, Text: Constant Leber, Uraufführung in Paris am 17. August 1815
- La Bataille de Denain, Opéra-Comique in drei Akten, Uraufführung im Théâtre Royal de l'Opéra-Comique am 24. August 1816 durch die Comédiens ordinaires de Sa Majesté, Libretto: Emmanuel Théaulon, Jules-François-Armand Dartois de Bournonville und Fulgence-Désiré-Joseph de Bury OCLC 57194491 Klavierauszug OCLC 844176067
- La Boucle de cheveux, Text: François-Benoît Hoffman, Paris, 1816
- Le Caprice d'une jolie femme, Uraufführung am 29. Mai 1817 in Paris
- Zadig, Text: Voltaire, Uraufführung im Karneval 1818 in Paris
- Der Diener aller Welt, Singspiel, Uraufführung am 17. Oktober 1818 am Isartortheater in München
- L'Intrigue au Château, Text: Marie Alexis Justin Gensoul de Monchy, Uraufführung am 14. Juli 1823 in Paris
- Le Voyage à la cour, Text: Marville, Pseudonym von P. E. Letang, Uraufführung am 20. August 1825
- Les Rencontres, Libretto: J. B. Ch. Vial und A. H. J. Mélesville, Zusammenarbeit mit J. F. A. Lemière de Corvey, Uraufführung am 11. Juni 1828 in Paris

### Geistliche Musik
- Missa und Dixit Dominus a 4 für Chor und Orchester, aufgeführt in der Kathedrale von Arezzo, 1799
- Christus factus est für Solostimme und Orchester, aufgeführt in der Kirche des Genfer Auditoriums, 1804
- Inni e salmi in uso nella chiesa cristiana, Text: G. G. Zompi, Paris, 1842. (Digitalisat bei Google Books)

### Kammermusik
- 6 Petits airs, op. 1, Text: Pietro Metastasio, Paris
- 6  Duos caractérisés, op. 2, Paris
- 6 Nocturnes italiens für zwei Stimmen und Klavier op. 5
- Zwei Fantasien für Klavier über Arien aus der Oper Félicie und über Arien von Rossini
- Variationen für Klavier über einen Marsch aus der Oper Une Matinée de Frontin
- 3 Valses charactéristiques für Klavier
- 6 Duettini caratteristici für Sopran und Tenor mit Klavierbegleitung, Genua, 1800
- 6 Quartettini da camera a 4
- 6 Terzetti da camera a 3
- Les Animaux chantants [Die singenden Tiere], Sammlung von Kanons zu mehreren Stimmen
- Zahlreiche Romanzen mit Klavierbegleitung (Infidélité d'Annette, La Déclaration, Le Gondolier, L'Exilè etc.)
- Republikanische Hymne Nr. 1 für Solostimme mit Chor und Orchester, Uraufführung im Theater La Pergola in Florenz 1799 Alessandria
- Republikanische Hymne Nr. 2 für Solostimme mit Chor und Orchester, Uraufführung in Alessandria
- Kantate für Chor und großes Orchester, aufgeführt zur Trauerfeier für den Rastatter Gesandtenmord 1799 in Empoli
- Kantate für Solostimme mit Chor und Orchester, komponiert zur Feier der Schlacht von Marengo, uraufgeführt 1800 in Pavia

### Musikpädagogische Werke
- Vocalises ou Etudes, Paris, 1811
- Barême musicale ou l'Art de composer la musique sans en connaître les principes, Colas, Paris, 1811 OCLC 252945781
- A new method of singing, upon a entirely new system.
- Des voix et des instruments à cordes, à vent et à percussion.
- Nouvelle Méthode de Solfége progressif, Paris, 1820 OCLC 1061666874 Anwendbar für ein oder mehrere Schüler gleichzeitig. Ambrogio Minoja, Zensor des kaiserlich-und-königlichen Konservatoriums in Mailand, gewidmet
- Méthode de solfége progressif, Paris, 1823
- Premier Recueil de Vocalises, ou études pour la voix, Tirés des Opéras de Rossini [Erste Sammlung von Vokalisen oder Studien für die Stimme, entnommen aus den Opern von Rossini], Paris, 1826
- Méthode de vocalisation, Paris, 1830
- Traité de la voix et des instruments à cordes, à vent et à percussion [Abhandlung über die Stimme und Saiten-, Blas- und Schlaginstrumente], Paris, 1830
- Vocalizzi o studi per la voce, seconda la scuola italiana [Vocalisen oder Gesangsstudien nach italienischer Schule], Ricordi, Mailand
- Vocalizzi nuovi ossia studi per il canto seconda la scuola d'Italia [Neue Vokalisen oder Studien für Gesang nach italienischer Schule], Birchall & Co., London
- Des Phases de l'art musical depuis Palestrina jusqu'à Rossini [Die Phasen der musikalischen Kunst von Palestrina bis Rossini], Paris, 1850
- A New Method of singing, upon an entirely new system [Eine neue Methode des Singens nach einem völlig neuen System], London, 1850
- Le Mécanisme de la voix [Der Mechanismus der Stimme]
- L'Art de varier un chant donné [Die Kunst, ein bestimmtes Lied zu variieren]